# ابعاد اضافی
در فیزیک، ابعاد اضافی یا ابعاد افزون (به انگلیسی: Extra dimensions)، ابعاد فضا یا ابعاد زمان فراتر از ابعاد (۳+۱) معمول در محیط فضا -زمان است. نظریه کالوزا -کلاین از اولین نظریه‌هایی بود که این گونه بعدها را پیش‌بینی کرد. از جمله نظریه‌هایی که ابعاد اضافی را پیشنهاد می‌کنند این نظریه عبارتند از:
- بعد اضافی بزرگ، بیشتر با استفاده از مدل ADD، توسط نیما ارکانی حامد و همکاران در سال ۱۹۹۸ برای حل مشکل سلسله مراتب ارائه گردید. این نظریه مستلزم آن است که زمینه‌های مدل استاندارد محدود به یک غشای چهار بعدی باشد، در حالی که گرانش در چندین بعد فضایی وسیع در مقایسه با مقیاس پلانک انتشار می‌یابد.[۲]
- ابعاد اضافی لفاف شده، مانند ابعاد ارائه شده توسط مدل راندال- ساندرام (RS)، بر اساس هندسه لفاف شده، که در آن جهان یک فضای پنج بعدی پاد-دوسیتراست تفسیر می‌شود. همچنین ذرات بنیادی به جز گراویتون در یک یا چندین غشای (۳+۱) بعدی جای می‌گیرد.[۳]
- بعد اضافی جهانی برای اولین بار در سال ۲۰۰۰ مورد مطالعه قرار گرفته‌است، بر خلاف رویکردهای ADD و RS فرض می‌کند که همه میدان‌ها در ابعاد اضافی به‌طور جهانی منتشر می‌شوند.
- ابعاد چندگانه زمان به معنای احتمال وجود بیش از یک بعد زمان در فیزیک و فلسفه مورد بحث قرار گرفته‌است. هرچند این مدلها باید با مسئله علیت سروکار داشته باشند.
- نظریه ریسمان دارای یک ویژگی قابل توجه است که از منظر ریاضی به ابعاد اضافی نیاز دارد. فضا-زمان در نظریه ریسمان بوزونیک دارای ۲۶ بعد می‌باشد. همچنین در نظریه ابر رشته‌ها ۱۰ بعد و در نظریه ابر گرانش و نظریه ام ۱۱ بعدی است.